# ワシャクトゥン
ワシャクトゥン（Uaxactún）は、グアテマラのペテン県にある古代マヤの遺跡。先古典期から古典期の長期間にわたって都市として使われた。

## 遺跡
ワシャクトゥンはペテン地方の中心地だったティカルの24キロメートル北に位置する。「ワシャクトゥン」という名前は「8の石」を意味し、石碑9号に低地マヤ遺跡で発見当時もっとも古い長期暦の日付である 8.14.10.3.15（328年）の日付が刻まれていたために、シルヴェイナス・モーリーによって命名された。なお、その後さらに古いティカルの石碑29号（292年）が発見された。
20世紀はじめにアメリカ合衆国でチューインガムが流行し、原料のチクルを採集するチクレロと呼ばれる人々が森にはいってマヤ遺跡に出会うことがあった。これは遺跡となる前のマヤの町でサポジラを栽培していたためである。ワシャクトゥンもそのひとつで、モーリーはチクレロから情報を収集した。
ワシャクトゥンはモーリーによって1916年にはじめて報告され、モーリー率いるカーネギー研究所が1924年から1938年にかけて発掘した。ワシャクトゥンは大規模な発掘が行われた最初のマヤ遺跡だったが、その発掘方法は後に批判された。1980年代から1990年代にかけて、フアン・アントニオ・バルデス率いるグアテマラ国立考古学研究所によって新たな発掘が行われた。
1982年にワシャクトゥンはティカル国立公園の一部になった。
ワシャクトゥンの遺跡はその位置によってグループAからHまでに分けられる。なかでもグループEとHがもっとも古い。
グループEの東側には南北に3つ並んだ建造物があり、これは西側の観測用建造物（E VII-sub）から見て冬至、夏至、春分・秋分の太陽の位置を知るための意味を持っていることを、1924年にフランス・ブロムが指摘した。
ワシャクトゥンはマヤ中部の土器研究に関する標式遺跡になっている。

## 歴史

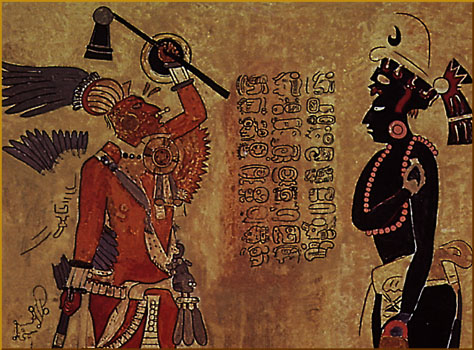
宮殿B-XIIIの壁画（現存せず）の模写。左のテオティワカン人に恭順の意を表すマヤ人

ワシャクトゥンは先古典期中期にすでに建造物を建てはじめた。グループEの建造物がもっとも古い。グループHは紀元前150-100年ごろから西暦250年ごろまで使われ、その後50年間ほどは再びグループEを使用した。
300年ごろ、西に位置するグループAに移転した。マヤ文字を記した石碑はこの時代に出現した。ワシャクトゥン最古の日付を刻んだ石碑9号（328年）もグループAに属する。
378年、ティカルを征服したテオティワカンの将軍と思われるシヤフ・カックはワシャクトゥンも征服し、新王朝を開いた。ワシャクトゥンの王族は殺され、王はおそらくティカルに連れ去られて生贄にされた。この事件は石碑5号と後世に造られた石碑22号にも記されているが、石碑5号の人物はマヤとは異なる様式で描かれている。
ワシャクトゥンは古典期のはじめまではティカルと並ぶ勢力を持っていたが、シヤフ・カックの征服以降はティカルに従属し、その後の政治的運命をティカルとともにした。557年から702年の間に石碑のない暗黒時代が訪れるのもティカルと時期を同じくする。
他の中央マヤの都市と同様、ワシャクトゥンも9世紀にはいると衰退した。長期暦の日付は石碑12号の10.3.0.0.0（889年）を最後にとだえている。